# Xoài vàng
Xoài vàng (danh pháp khoa học: Mangifera flava) là một loài thực vật thuộc họ Anacardiaceae. Loài này có ở Campuchia và Việt Nam.